# Fira d'Indians de Begur
La Fira d'Indians és una fira que se celebra a Begur (Baix Empordà) el primer cap de setmana de setembre, des del 2004, en la que es commemora la relació entre Cuba i Begur, que té l'origen en l'emigració de molts begurencs a l'illa al llarg del segle xix. Els indians que hi van fer fortuna, en tornar construïren cases ostentoses al municipi i van deixar un divers llegat cultural. Durant 3 dies els carrers i places de Begur acullen un mercat de productes d'ultramar, mostres d'oficis i actuacions musicals amb ritmes caribenys. També hi han exposicions, espectacles al carrer, visites guiades, etc. Cada any la fira gira entorn d'una temàtica diferent, sempre relacionada amb els indians i el seu impacte a la vila.
Durant aquest dies, tota la vila i els visitants vesteixen de blanc per a recordar el look indià. Els carrers es decoren en l'estil de l'època colonial, recreant l’esperit i l’estil de vida dels indians. El 2012 la fira va tenir 42.000 visitants.